# 15・290定理
数学の分野において、1993年にジョン・H・コンウェイとW・A・シュネーベルガーによって証明された15定理（Conway-Schneeberger Fifteen Theorem）は、整数行列を持つ正定二次形式が15までのすべての正の整数を表す場合、それはすべての正の整数を表すというものである。Manjul Bhargavaがもっと簡単な証明を見つけ、2000年に発表された。
マンジュル・バルガヴァは2005年のSASTRAラマヌジャン賞受賞の折に、ジョナサン・P・ハンケとともに、定数15を290に置き換えた整数2次形式について、同様の定理が成り立つというコンウェイの予想を肯定的に証明したことを発表した。これを290定理と呼ぶ。
しばしば、15定理と290定理をあわせて15・290定理と呼ばれる。

## 概要
𝑄𝑖𝑗 が実数成分を持つ対称行列、すなわち整対称行列であるとする。整数成分を持つ任意のベクトル𝑥 に対して、以下を定義する。
{\displaystyle Q(x)=x^{t}Qx=\sum _{i,j}x_{i}Q_{ij}x_{j}}
この関数を2次形式と呼ぶ。𝑄(𝑥)>0 (x≠0) のとき、𝑄 は正定値であると言う。𝑄(𝑥) が常に整数であるとき、関数𝑄を整2次形式と呼ぶ。
行列の成分𝑄ij が整数であれば、いつでも整2次形式が得られる。しかし、非対角成分𝑄𝑖jが2で割った整数で、対角成分が整数であれば、𝑄はやはり整二次形式となる。例えば、 {\displaystyle x^{2}+y^{2}+xy}は整数であるが、整行列を持たない。
290の定理は、正定2次形式が1から290までの数を表せるならば、その形式は普遍的であると言う。
より狭義には、ある整2次形式が、1, 2, 3, 5, 6, 7, 10, 13, 14, 15, 17, 19, 21, 22, 23, 26, 29, 30, 31, 34, 35, 37, 42, 58, 93, 110, 145, 203, 290 のすべての数を表すなら、それはすべての正の整数を表す。これらの29個の数に対して、この数を除く28個の正の整数を表す2次形式がある。

## 15・290定理の素数版
この定理には、素数での論議も成されている。
一般バージョンと対比して示してみよう。
コンウェイの15定理は、ある2次形式が1から15までの数を表現できるならば，それはすべての自然数を表現できることを示した．
ある2次形式が73までの素数を表現できるならば，それはすべての素数を表現できる（バールガバ）．